# Neodanuria simonettai
Neodanuria simonettai är en bönsyrseart som beskrevs av Scott LaGreca och Atilio Lombardo 1986. Neodanuria simonettai ingår i släktet Neodanuria och familjen Mantidae. Inga underarter finns listade i Catalogue of Life.